# 行為治療
行为治疗（英語：Behavior Therapy、Behavior Treatment）学派关注的是可以观测到的人的外部行为。认为人与其他动物相似，出生以来就具有学习能力，而且遵从着与任何物种相似的原理进行学习。适应性行为是通过强化和模仿学习而习得的。行为治疗家主张心理障碍中表现的异常行为如同正常行为一样是可以习得的，可以通过基本的条件作用原理、学习原理及观察学习而使心理障碍得到矫正的。

## 应用
行为治疗的应用是十分广泛的，除了可以糾正一些不正常的行为或个人问题如恐怖症、强迫症、抑郁症、成瘾行为、攻击性行为以及违纪行为等，也可增加目標的一些好的行為，如增加自閉症兒童「扮」更多社交行為。同时行为治疗倾向于对特定问题的的干预多过于宽泛的个人问题。
行为治疗认为，人的中心任务是要学习如何适应当前社会的和物理的生活环境。而当人无法学习如何有效的应付环境时，他们可以通过以重新学习为基础的治疗，去克服那些非适应行为。

## 方法
不同的理論都可以改變目標患者的行為。

### 反条件作用
当强烈的情绪影响个人生活时，人就形成了条件化的反应，而人自己却意识不到这是以前习得的反应。在反条件作用中，个体要学习一个新的条件化反应去代替适应不良的反应。

#### 系统減敏法
- 原理：以一系列的逐步接近问题的刺激程序完成治疗。
- 三个主要步骤：

1. 确认病人引发焦虑的刺激源，并把这些刺激源按照引发病人焦虑的程度进行等级排列。
2. 让病人接受渐进式深度的肌肉放松训练，让病人学会区分紧张和放松肌肉的感觉，以便在躯体上和心理上能够达到放松的状态。
3. 进行实际脱敏程序：让处于放松状态的病人从最弱等级的刺激开始进行生动的想象，直到病人在其想象中不再对该刺激感到不安，就可以对下一个等级的刺激开始训练。

- 常用治疗：惊恐症、阳痿等恐惧问题。

#### 内爆疗法
- 原理：与系统脱敏法相反，让病人一开始就暴露在恐惧等级最高级，最强烈的刺激让病人直接面对其恐惧，但实际上却是不会造成伤害的。由治疗师的描述或病人的充分生动想象实现。当这种情形一再重复出现，就失去引发焦虑的作用了。而病人躲避该刺激的行为也消失了。本质就是让病人对刺激无法否认、逃避、回避，而最终并未出现病人预料的负面结果时就能理解刺激的无害性。
- 常用治疗：动物恐惧症

#### 满灌疗法
- 原理：与内爆疗法相似。除了是使病人真正置身于其恐怖情形中。也可以从想象或媒体方式（如录音、录像等）开始，然后再进行亲身体验。

常用治疗：恐惧症、强迫症、焦虑症等。
- 优点：更有效，持续时间也长。

#### 厌恶疗法
- 原理：运用反条件作用，诱发特定行为带来的强烈厌恶的刺激，如行为的出现伴随对其电击、药物。使病人原先喜欢的不良行为被厌恶代替。
- 常用治疗：药物成瘾、性心理异常、失控暴力、自伤行为。
- 批评：
  - 给治疗师太多个人权利。
  - 实际上的惩罚因素多于治疗因素。
  - 最主要是这种治疗更多在强制性的环境下实施。人们对其行为只有极少的选择余地。

### 意外事件管理
用以矫正行为结果来改变行为一般性的治疗策略

#### 正强化策略（阳性强化）
- 原理：在出现某种正面反应之后给予奖励，这个反应就会倾向于重复出现，而且反应出现的频率增加，代替某种不希望出现的负面行为。即运用基本的学习原理以增加适应性行为出现的可能性。
- 常用治疗：自闭症、反社会行为[2]、药物成瘾、減少學生魯莽的行為[3]等

#### 消退策略
- 原理：同正强化策略相似，以惩罚策略对待病人的不良行为。
- 步骤：

1. 仔细分析情景，确认强化物。
2. 不良行为出现时，撤销强化物。

- 常用治疗：儿童用以吸引注意的负面行为、精神分裂症等

### 社会学习疗法
- 增加一些平時少做 (low-probability) 的行為，通過自我肯定訓練（英语：Assertiveness#Training），讓目標模仿如何在一些情況作一些肯定些的決定[4]。

- 通过让病人观察榜样的好行为受奖励的情况来習得新的行為，例如自閉症學生每次模仿到老師一個新字就有獎勵[5]，或教導他們如何在陌生人面說不及逃跑，來避免被人綁架(abduction-prevention skills)[6]。
- 修正未算正確的行為，如自閉症的口吃問題[7]。
- 采用对病人清楚地呈现在特定情况下一个人应该有什么样的积极结果。
- 常用治疗：恐惧症、社交技能的缺乏[8]等。

### 泛化技术
- 由于治疗情境中缺乏病人真实生活中的基本要素，所以治疗过程中出现的行为很可能在治疗结束以后消失。为了预防这种情况的发生，在治疗过程中建立稳定治疗效果的泛化技术成为治疗实践中的组成成分之一。
- 可采用强化计划，定期检查等方法。

## 其他心理治疗学派
- 精神动力学治疗
- 认知治疗
- 存在主义治疗
- 人本主义治疗
- 小组治疗（团体心理治疗）
- 生物医学治疗

## 引用來源
1. ↑  E., Mazur, James. . . Taylor and Francis. 2016. ISBN 9781315450261. OCLC 1020853003.
2. ↑  Middleton, Myra B.; Cartledge, Gwendolyn. . Behavior Modification. 1995-04, 19 (2): 192–210. ISSN 0145-4455. doi:10.1177/01454455950192003.
3. ↑  Meichenbaum, Donald H.; Goodman, Joseph. . Journal of Abnormal Psychology. 1971, 77 (2): 115–126. ISSN 1939-1846. doi:10.1037/h0030773.
4. ↑  Zhou, S., Hou, Z., & Bai, R. . Chinese Journal of Clinical Psychology. 2008, (16): 665-7.
5. ↑  Marcus, Alonna; Wilder, David A. . Journal of Applied Behavior Analysis. 2009, 42 (2): 335–341. ISSN 0021-8855. doi:10.1901/jaba.2009.42-335.
6. ↑  Gunby, Kristin V; Carr, James E; LeBlanc, Linda A. . Journal of Applied Behavior Analysis. 2010, 43 (1): 107–112. ISSN 0021-8855. doi:10.1901/jaba.2010.43-107.
7. ↑  Cream, Angela; O'Brian, Sue; Onslow, Mark; Packman, Ann; Menzies, Ross. . International Journal of Language & Communication Disorders. 2009-01, 44 (5): 587–599. ISSN 1368-2822. doi:10.1080/13682820802256973.
8. ↑  O'Connor, Robert D. . Journal of Applied Behavior Analysis. 1969, 2 (1): 15–22. ISSN 0021-8855. doi:10.1901/jaba.1969.2-15.